# Fran Drescher
Fran Drescher, född 30 september 1957 i Flushing i Queens i New York, är en amerikansk skådespelerska och komiker.
Drescher debuterade 1977 i succéfilmen Saturday Night Fever där hon spelade Connie. För alla fans av komedin/rockumentären Spinal Tap (1984) är hon mest känd som den energiska och kedjerökande skivbolagsrepresentanten Bobbi Flekman, en roll hon delvis gjorde om drygt tio år senare i sin egen komediserie The Nanny. Denna gick åren 1993–1999 och där spelade hon Fran Fine, barnsköterskan som gjorde lite som hon ville hos broadwayproducenten Maxwell Sheffield, spelad av Charles Shaughnessy.
2005 började hennes nya serie Hemma hos Fran sändas.
I TV-serien The Nanny var det första gången man anställde statister för att skratta på rätt ställe och som hade bra skratt, innan dess var det ofta studiopublik. Detta berodde på att Drescher hade blivit våldtagen av inbrottstjuvar i sitt eget hem och därför utvecklade en paranoia inför att vem som helst skulle kunna sätta sig i publiken.
Hon är sedan 2021 ordförande för fackföreningen Sag-Aftra.

## Familj
Mellan 1978 och 1999 var hon gift med producenten Peter Marc Jacobson som även skapade The Nanny. Han kom senare ut som homosexuell. 2014 gifte hon om sig med entreprenören Shiva Ayyadurai.